# کوکی سایتو
کوکی سایتو (انگلیسی: Koki Saito؛ زادهٔ ۱۰ اوت ۲۰۰۱) بازیکن فوتبال اهل ژاپن است.
وی همچنین در تیم‌های ملی فوتبال زیر ۱۷ سال ژاپن، زیر ۱۷ سال ژاپن، زیر ۱۷ سال ژاپن، زیر ۲۰ سال ژاپن، و زیر ۲۰ سال ژاپن بازی کرده‌است.